# Ctenidiosomus rex
Ctenidiosomus rex är en loppart som beskrevs av Johnson 1957. Ctenidiosomus rex ingår i släktet Ctenidiosomus och familjen Pygiopsyllidae. Inga underarter finns listade i Catalogue of Life.